# Синя лироопашка
Сините лироопашки (Fundulopanchax gardneri) са вид животни от семейство Нотобранхиеви (Nothobranchiidae).
Те са незастрашен вид.
Таксонът е описан за пръв път от Жорж Албер Буланже през 1911 година.

## Подвидове
- Fundulopanchax gardneri gardneri
- Fundulopanchax gardneri lacustris
- Fundulopanchax gardneri mamfensis
- Fundulopanchax gardneri nigerianus